# Circondario del Reno-Lahn
Il circondario del Reno-Lahn (in tedesco Rhein-Lahn-Kreis) è un circondario (Landkreis) della Renania-Palatinato, in Germania.
Comprende 8 città e 129 comuni.
Il capoluogo è Bad Ems, il centro maggiore Lahnstein.

## Geografia antropica
Tra parentesi gli abitanti al 31 dicembre 2021, il capoluogo della comunità amministrativa è contrassegnato da un asterisco.

### Città
- Lahnstein (grande città di circondario)

### Comunità amministrative (Verbandsgemeinde)
- Verbandsgemeinde Aar-Einrich, con i comuni:

1. Allendorf (611)
2. Berghausen (299)
3. Berndroth (405)
4. Biebrich (323)
5. Bremberg (276)
6. Burgschwalbach (1 048)
7. Dörsdorf (419)
8. Ebertshausen (129)
9. Eisighofen (258)
10. Ergeshausen (138)
11. Flacht (993)
12. Gutenacker (342)
13. Hahnstätten (2 936)
14. Herold (398)
15. Kaltenholzhausen (558)
16. Katzenelnbogen, città * (2 240)
17. Klingelbach (740)
18. Kördorf (559)
19. Lohrheim (600)
20. Mittelfischbach (137)
21. Mudershausen (436)
22. Netzbach (358)
23. Niederneisen (1 456)
24. Niedertiefenbach (178)
25. Oberfischbach (158)
26. Oberneisen (727)
27. Reckenroth (221)
28. Rettert (426)
29. Roth (204)
30. Schiesheim (256)
31. Schönborn (728)

- Verbandsgemeinde Bad Ems-Nassau con i comuni:

1. Arzbach (1 687)
2. Attenhausen (411)
3. Bad Ems, città * (9 761)
4. Becheln (661)
5. Dausenau (1 232)
6. Dessighofen (177)
7. Dienethal (229)
8. Dornholzhausen (196)
9. Fachbach (1 254)
10. Frücht (560)
11. Geisig (336)
12. Hömberg (327)
13. Kemmenau (509)
14. Lollschied (185)
15. Miellen (341)
16. Misselberg (86)
17. Nassau, città (4 592)
18. Nievern (983)
19. Obernhof (373)
20. Oberwies (149)
21. Pohl (325)
22. Schweighausen (224)
23. Seelbach (436)
24. Singhofen (1 796)
25. Sulzbach (181)
26. Weinähr (449)
27. Winden (725)
28. Zimmerschied (93)

- Verbandsgemeinde Diez, con i comuni:

1. Altendiez (2 148)
2. Aull (413)
3. Balduinstein (579)
4. Birlenbach (1 555)
5. Charlottenberg (154)
6. Cramberg (475)
7. Diez, città * (11 092)
8. Dörnberg (465)
9. Eppenrod (729)
10. Geilnau (356)
11. Gückingen (1 119)
12. Hambach (476)
13. Heistenbach (1 016)
14. Hirschberg (396)
15. Holzappel (1 018)
16. Holzheim (876)
17. Horhausen (305)
18. Isselbach (351)
19. Langenscheid (490)
20. Laurenburg (300)
21. Scheidt (326)
22. Steinsberg (221)
23. Wasenbach (298)

- Verbandsgemeinde Loreley, con i comuni:

1. Auel (184)
2. Bornich (942)
3. Braubach, città (2 929)
4. Dachsenhausen (972)
5. Dahlheim (800)
6. Dörscheid (390)
7. Filsen (648)
8. Kamp-Bornhofen (1 579)
9. Kaub, Stadt (829)
10. Kestert (580)
11. Lierschied (482)
12. Lykershausen (231)
13. Nochern (495)
14. Osterspai (1 279)
15. Patersberg (352)
16. Prath (290)
17. Reichenberg (154)
18. Reitzenhain (344)
19. Sankt Goarshausen, città * (1 288)
20. Sauerthal (140)
21. Weisel (1 020)
22. Weyer (455)

- Verbandsgemeinde Nastätten, con i comuni:

1. Berg (248)
2. Bettendorf (315)
3. Bogel (800)
4. Buch (602)
5. Diethardt (234)
6. Ehr (76)
7. Endlichhofen (145)
8. Eschbach (153)
9. Gemmerich (542)
10. Hainau (161)
11. Himmighofen (321)
12. Holzhausen an der Haide (1 190)
13. Hunzel (253)
14. Kasdorf (233)
15. Kehlbach (173)
16. Lautert (243)
17. Lipporn (266)
18. Marienfels (313)
19. Miehlen (1 986)
20. Nastätten, città * (4 291)
21. Niederbachheim (273)
22. Niederwallmenach (417)
23. Oberbachheim (200)
24. Obertiefenbach (383)
25. Oberwallmenach (195)
26. Oelsberg (544)
27. Rettershain (317)
28. Ruppertshofen (321)
29. Strüth (318)
30. Weidenbach (116)
31. Welterod (453)
32. Winterwerb (155)